# Красный Север (выселок)
Кра́сный Се́вер — выселок в Воткинском районе Удмуртии Российской Федерации.

## География
Выселок находится в восточной части республики, в подзоне южной тайги, на левом берегу реки Светлянка, на расстоянии примерно 24 км к северо-западу от города Воткинск, административного центра района, и 36 км к северо-востоку от города Ижевск, республиканской столицы.

### Климат
Климат характеризуется как умеренно континентальный, с продолжительной холодной многоснежной зимой и коротким относительно жарким летом. Среднегодовая температура воздуха — 1,4 °С. Средняя температура воздуха самого тёплого месяца (июля) — 17,5 °C (абсолютный максимум — 34,3 °C); самого холодного (января) — −15 °C (абсолютный минимум — −43 °C). Вегетационный период длится 160 дней. Среднегодовое количество атмосферных осадков составляет 527 мм, из которых 376 мм выпадает в период с апреля по октябрь. Снежный покров держится в течение 172 дней.

### Часовой пояс
Выселок Красный Север, как и вся Удмуртия, находится в часовой зоне МСК+1. Смещение применяемого времени относительно UTC составляет +4:00.

## Население
| 2010 | 2012 |
| ---- | ---- |
| 13   | ↘9   |

### Национальный состав
Согласно результатам переписи 2002 года, в национальной структуре населения русские составляли 83 % из 6 чел.

## Улицы
В населённом пункте имеется одна улица — Лесная.

## Инфраструктура
Личное подсобное хозяйство.